# Anton van Saksen
Anton Clemens Theodoor (Dresden, 27 december 1755 — Slot Pillnitz, 6 juni 1836) was van 1827 tot 1836 koning van Saksen. Hij was de vijfde zoon van keurvorst Frederik Christiaan van Saksen en Maria Antonia van Beieren, dochter van keizer Karel VII.
Aanvankelijk wijdde hij zijn leven aan de geestelijkheid en leefde hij teruggetrokken op slot Wesenstein. Hij hield zich vooral bezig met muziek, genealogie en gebed. In 1781 trad hij in het huwelijk met Maria Carolina Antonia, dochter van Victor Amadeus III van Sardinië, zij stierf een jaar later. In 1787 hertrouwde Anton met aartshertogin Maria Theresia van Oostenrijk, dochter van keizer Leopold II. Zij baarde hem vier kinderen, die echter allen jong stierven:
- Maria Louise van Saksen (14 maart 1795 - 25 april 1796)
- Friedrich August van Saksen (5 april 1796)
- Maria Joanna van Saksen (5 april 1798 - 30 oktober 1799)
- Maria Theresa van Saksen (15 oktober 1799)

Anton besteeg de troon van Saksen na de dood van zijn oudere broer Frederik August I (5 mei 1827), die slechts een dochter naliet. Hij verklaarde in de geest van zijn gestorven broer te zullen regeren, maar bleek niet in staat de gewenste hervormingen te bewerkstelligen. Zijn verordeningen maakten een einde aan enkele - maar niet de belangrijkste - misstanden. De koning hervormde het decoratiestelsel en de Militaire Orde van Sint-Hendrik. Hij bevorderde het katholicisme en de door minister Detlev von Einsiedel gesteunde schijnheilige orthodoxie bevorderde de ontevredenheid in het merendeels protestantse land. Deze manifesteerde zich in 1830 toen na de Parijse Julirevolutie in Leipzig en Dresden ongeregeldheden uitbraken. Anton stemde toe een grondwet aan te nemen en stelde prins Frederik August, zoon van zijn broer Maximiliaan, aan als regent. De rest van zijn leven nam hij geen deel meer aan staatsaangelegenheden. Hij stierf op 6 juni 1836 in Slot Pillnitz te Pillnitz en werd opgevolgd door Frederik August II.

## Voorouders
| Voorouders van Anton van Saksen | Voorouders van Anton van Saksen                                                                         | Voorouders van Anton van Saksen                                                                         | Voorouders van Anton van Saksen                                                    | Voorouders van Anton van Saksen                                                    | Voorouders van Anton van Saksen                                                          | Voorouders van Anton van Saksen                                                          | Voorouders van Anton van Saksen                                                    | Voorouders van Anton van Saksen                                                    |
| ------------------------------- | --- | --- | ---------------------------------------------------------------------------------- | ---------------------------------------------------------------------------------- | ---------------------------------------------------------------------------------------- | ---------------------------------------------------------------------------------------- | ---------------------------------------------------------------------------------- | ---------------------------------------------------------------------------------- |
| Overgrootouders                 | Keurvorst August II van Polen (1670–1733) ∞ Christiane Eberhardine van Brandenburg-Bayreuth (1671–1727) | Keurvorst August II van Polen (1670–1733) ∞ Christiane Eberhardine van Brandenburg-Bayreuth (1671–1727) | Keizer Jozef I (1678-1711) ∞ Amalia Wilhelmina van Brunswijk-Lüneburg (1673–1742)  | Keizer Jozef I (1678-1711) ∞ Amalia Wilhelmina van Brunswijk-Lüneburg (1673–1742)  | Maximiliaan II Emanuel van Beieren (1662-1726) ∞ Theresia Kunigunde Sobieska (1676-1730) | Maximiliaan II Emanuel van Beieren (1662-1726) ∞ Theresia Kunigunde Sobieska (1676-1730) | Keizer Jozef I (1678-1711) ∞ Amalia Wilhelmina van Brunswijk-Lüneburg (1673–1742)  | Keizer Jozef I (1678-1711) ∞ Amalia Wilhelmina van Brunswijk-Lüneburg (1673–1742)  |
| Grootouders                     | August III van Polen (1696-1763) ∞ Maria Josepha van Oostenrijk (1699-1757)                             | August III van Polen (1696-1763) ∞ Maria Josepha van Oostenrijk (1699-1757)                             | August III van Polen (1696-1763) ∞ Maria Josepha van Oostenrijk (1699-1757)        | August III van Polen (1696-1763) ∞ Maria Josepha van Oostenrijk (1699-1757)        | Keizer Karel VII Albrecht (1697-1745) ∞ Maria Amalia van Oostenrijk (1701-1745))         | Keizer Karel VII Albrecht (1697-1745) ∞ Maria Amalia van Oostenrijk (1701-1745))         | Keizer Karel VII Albrecht (1697-1745) ∞ Maria Amalia van Oostenrijk (1701-1745))   | Keizer Karel VII Albrecht (1697-1745) ∞ Maria Amalia van Oostenrijk (1701-1745))   |
| Ouders                          | Frederik Christiaan van Saksen (1722-1763) ∞ Maria Antonia van Beieren (1723-1780)                      | Frederik Christiaan van Saksen (1722-1763) ∞ Maria Antonia van Beieren (1723-1780)                      | Frederik Christiaan van Saksen (1722-1763) ∞ Maria Antonia van Beieren (1723-1780) | Frederik Christiaan van Saksen (1722-1763) ∞ Maria Antonia van Beieren (1723-1780) | Frederik Christiaan van Saksen (1722-1763) ∞ Maria Antonia van Beieren (1723-1780)       | Frederik Christiaan van Saksen (1722-1763) ∞ Maria Antonia van Beieren (1723-1780)       | Frederik Christiaan van Saksen (1722-1763) ∞ Maria Antonia van Beieren (1723-1780) | Frederik Christiaan van Saksen (1722-1763) ∞ Maria Antonia van Beieren (1723-1780) |
| Anton van Saksen (1755-1836)    | | |                                                                                    |                                                                                    |                                                                                          |                                                                                          |                                                                                    |                                                                                    |